# Pauline Piliae-Rasabale
Pas d'image ? Cliquez ici

a Compétitions nationales et continentales officielles uniquement.

b Matchs officiels uniquement.
Pauline Piliae-Rasabale, née le 3 février 1992 à Apia (Samoa), est une joueuse internationale australienne de rugby à XV évoluant aux postes d'Arrière, centre et demi d'ouverture. Elle est également joueuse internationale samoane (en) de rugby à XIII et évolue aux postes de Demi d'ouverture et d'arrière.

## Biographie
Pauline Piliae-Rasabale naît le 3 février 1992 à Apia aux Samoa.
En 2022, elle joue pour les Waratahs de Sydney. Elle compte 7 sélections en équipe d'Australie de rugby à XV quand elle est retenue en septembre 2022 pour disputer la Coupe du monde en Nouvelle-Zélande.